# Juan I de la Roche
Juan I de la Roche (muerto en 1280) sucedió a su padre, Guido I, como duque de Atenas en 1263. Era culto y caballeroso, hablaba con fluidez el griego, y leía a Heródoto.
En 1275, Juan, con 300 caballeros, ayudó a Juan I Ducas en la Batalla de Neopatria, sitiado por un ejército mercenario bizantino. Fue en esta batalla donde dijo: «grandes son sus números pero pocos de ellos son hombres de verdad», citando a Heródoto, que refiriéndose a la batalla de las Termópilas, dijo: «Los persas tienen muchos hombres, pero pocos soldados».
Al año siguiente (1276), el emperador bizantino Miguel VIII Paleólogo invadió Eubea y Tesalia. Juan se unió a Gilberto de Verona para marchar y ayudar al señorío de Negroponte, que estaba bajo el ataque de Licario. Durante una batalla seis kilómetros hacia el norte, en Vatonda, Juan fue arrojado de su caballo y capturado, junto con Gilberto y otros muchos caballeros.
En 1280 murió y fue sucedido por su hermano Guillermo.